# Каролін Возняцкі
Каролін Возняцкі (дан. Caroline Wozniacki, данська вимова [kɑːoliːnə vʌsniˈɑɡi], пол. Karolina Woźniacka — Кароліна Вожняцька; нар. 11 липня 1990, Оденсе, Данія) — данська тенісистка польського походження, перша ракетка світу у 2010, 2011, 2012 і 2018 роках, переможниця Відкритого чемпіонату Австралії 2018 року, перша данська тенісистка, що очолила рейтинг WTA і виграла турнір Великого шолома.

## Ім'я
Прізвище тенісистки англійською та данською вимовляються як «Вознякі», і вона звикла до цієї вимови свого прізвища та вважає правильною, хоча при цьому зазначає, що польською її прізвище коректно мало би звучати «Вожняцька». Англійською її ім'я вимовляють як «Керолайн».
В українських і російських медіа тенісистку часто називають «Каролін Возняцкі», але це не відповідає ані данській, ані англійській, ані польській вимові її імені.

## Кар'єра
Переможниця кількох юніорських турнирів, включно зі Вімблдоном (2006, одиночний розряд) і Orange Bowl (2005). Дебютувала у турнірах WTA в липні 2006 на турнірі в Цинциннаті. У 2008 році досягла 4-го кругу на US Open i виграла перші 2 титули WTA — Nordic Light Open та Нью Гейвен. Взяла участь в Олімпійських іграх у Пекіні.
У 2009 році досягла фіналу турніру Swedish Open (програла Сорані Кирстя), перемогла на турнірах MPS Group Championships (Понте Верда Біч, США), AEGON International (Істборн) та Pilot Pen Tennis (Коннектикут, США). Дішла до фіналу Відкритого чемпіонату США, де її подолала Кім Клейстерс.

## 2010
Стабільні виступи в сезоні дозволили Каролін стати в жовтні першою ракеткою світу. Рік вона також завершила на першій сходинці світового рейтингу. Вона також була фіналісткою завершального турніру сезону — Чемпіонату WTA.

## 2011
На Відкритому чемпіонаті Австралії Каролін добралася до півфіналу, де поступилася Лі На в трьох сетах. Dubai Tennis Championships став першим титулом Возняцкі у 2011. У фіналі вона перемогла Світлану Кузнецову.

## Особисте життя
Походить зі спортивної сім'ї. Батьки — польські емігранти. Батько — Пйотр Вожняцький, футболіст, грав у польських та німецьких клубах, пізніше переїхав у Данію грати у місцевому клубі. Мати — Анна, грала за польську збірну з волейболу. Брат Патрик — футболіст, грає у копенгагенському клубі. Каролін вільно розмовляє данською, польською та англійською мовами.
Кароліна Возняцкі зустрічалася з північно-ірландським гольфістом Рорі Макілроєм. У травні 2014 року, після того, як було розіслано запрошення на весілля, Рорі злякався, вирішив, що він ще не готовий і розірвав відносини.
14 лютого 2017 року, в день святого Валентина, Возняці оголосила через соціальні мережі, що зустрічається з колишнім гравцем NBA Девідом Лі, це повідомлення підтвердила родина. Заручини відбулися 2 листопада 2017 року.

## Посилання

Каролін Возняцкі на Відкритому чемпіонаті США 2008

## Статистика

### Виступи на турнірах Великого шолома
| Рік             | 2006 | 2007 | 2008 | 2009 | 2010 | 2011 | 2012 | 2013 | 2014 | 2015 | 2016 | 2017 | 2018 | 2019 | Усп    | В–П    |
| --------------- | ---- | ---- | ---- | ---- | ---- | ---- | ---- | ---- | ---- | ---- | ---- | ---- | ---- | ---- | ------ | ------ |
| Australian Open | A    | A    | 4к   | 3к   | 4к   | ПФ   | ЧФ   | 4к   | 3к   | 2к   | 1к   | 3к   | П    | 3к   | 1 / 12 | 34–11  |
| French Open     | A    | 1к   | 3к   | 3к   | ЧФ   | 3к   | 3к   | 2к   | 1к   | 2к   | A    | ЧФ   | 4к   | 1к   | 0 / 12 | 21–12  |
| Wimbledon       | К1   | 2к   | 3к   | 4к   | 4к   | 4к   | 1к   | 2к   | 4к   | 4к   | 1к   | 4к   | 2к   | 3к   | 0 / 13 | 25–13  |
| US Open         | A    | 2к   | 4к   | Ф    | ПФ   | ПФ   | 1к   | 3к   | Ф    | 2к   | ПФ   | 2к   | 2к   |      | 0 / 12 | 36–12  |
| В–П             | 0–0  | 2–3  | 10–4 | 13–4 | 15–4 | 15–4 | 6–4  | 7–4  | 11–4 | 6–4  | 5–3  | 10–4 | 12–3 | 4-3  | 1 / 49 | 116–48 |

### Фінали турнірів Великого шолома

#### Одиночний розряд: 3 (1 - 2)
| Результат   | Рік  | Турнір              | Поверхня | Суперниця      | Рахунок            |
| ----------- | ---- | ------------------- | -------- | -------------- | ------------------ |
| Фіналістка  | 2009 | US Open             | Хард     | Кім Клейстерс  | 5–7, 3–6           |
| Фіналістка  | 2014 | US Open (2)         | Хард     | Серена Вільямс | 3–6, 3–6           |
| Переможниця | 2018 | Australian Open (1) | Хард     | Симона Халеп   | 7–6(7–2), 3–6, 6–4 |

## Фінали турнірів WTA

### Одиночний розряд: 55 (30 титулів, 25 поразок)
| Легенда                          |
| -------------------------------- |
| Турніри Великого шлему (1–2)     |
| Фінал WTA (1–1)                  |
| WTA Elite Trophy (0–1)           |
| Турніри WTA Premier (6–6)        |
| Турніри WTA Premier (11–8)       |
| Турніри WTA International (11–7) |

| Фінали за покриттям |
| ------------------- |
| Тверде (24–17)      |
| Трава (2–1)         |
| Ґрунт (4–7)         |
| Килим (0–0)         |

| Фінали за типом корту |
| --------------------- |
| Outdoors (25–19)      |
| Indoors (5–6)         |

| Результат | В-П   | Дата     | Турнір                                                 | Категорія     | Покриття   | Опонент                    | Рахунок            |
| --------- | ----- | -------- | ------------------------------------------------------ | ------------- | ---------- | -------------------------- | ------------------ |
| Перемога  | 1–0   | Сер 2008 | Nordea Nordic Light Open, Швеція                       | Tier IV       | Тверде     | Віра Душевіна              | 6–0, 6–2           |
| Перемога  | 2–0   | Сер 2008 | Connecticut Open, США                                  | Tier II       | Тверде     | Анна Чакветадзе            | 3–6, 6–4, 6–1      |
| Перемога  | 3–0   | Жов 2008 | Japan Open, Японія                                     | Tier III      | Тверде     | Кая Канепі                 | 6–2, 3–6, 6–1      |
| Поразка   | 3–1   | Жов 2008 | BGL Luxembourg Open, Люксембург                        | Tier III      | Тверде (i) | Олена Дементьєва           | 6–2, 4–6, 6–7(4–7) |
| Поразка   | 3–2   | Лют 2009 | U.S. National Indoor Championships, США                | International | Тверде (i) | Вікторія Азаренко          | 1–6, 3–6           |
| Перемога  | 4–2   | Кві 2009 | Amelia Island Championships, США                       | International | Ґрунт      | Александра Возняк          | 6–1, 6–2           |
| Поразка   | 4–3   | Кві 2009 | Charleston Open, США                                   | Premier       | Ґрунт      | Сабіне Лісіцкі             | 2–6, 4–6           |
| Поразка   | 4–4   | Тра 2009 | Мастерс Мадрид, Іспанія                                | Premier M     | Ґрунт      | Дінара Сафіна              | 2–6, 4–6           |
| Перемога  | 5–4   | Чер 2009 | Eastbourne International, Велика Британія              | Premier       | Трава      | Віржіні Раззано            | 7–6(7–5), 7–5      |
| Поразка   | 5–5   | Лип 2009 | Swedish Open, Швеція                                   | International | Ґрунт      | Марія Хосе Мартінес Санчес | 5–7, 4–6           |
| Перемога  | 6–5   | Сер 2009 | Connecticut Open, США (2)                              | Premier       | Тверде     | Олена Весніна              | 6–2, 6–4           |
| Поразка   | 6–6   | Вер 2009 | Відкритий чемпіонат США з тенісу, США                  | Grand Slam    | Тверде     | Кім Клейстерс              | 5–7, 3–6           |
| Поразка   | 6–7   | Бер 2010 | Indian Wells Open, США                                 | Premier M     | Тверде     | Єлена Янкович              | 2–6, 4–6           |
| Перемога  | 7–7   | Кві 2010 | Amelia Island Championships, США (2)                   | International | Ґрунт      | Ольга Говорцова            | 6–2, 7–5           |
| Перемога  | 8–7   | Сер 2010 | Danish Open, Данія                                     | International | Тверде (i) | Клара Коукалова            | 6–2, 7–6(7–5)      |
| Перемога  | 9–7   | Сер 2010 | Мастерс Канада, Канада                                 | Premier 5     | Тверде     | Віра Звонарьова            | 6–3, 6–2           |
| Перемога  | 10–7  | Сер 2010 | Connecticut Open, США (3)                              | Premier       | Тверде     | Надія Петрова              | 6–3, 3–6, 6–3      |
| Перемога  | 11–7  | Жов 2010 | Toray Pan Pacific Open, Японія                         | Premier 5     | Тверде     | Олена Дементьєва           | 1–6, 6–2, 6–3      |
| Перемога  | 12–7  | Жов 2010 | China Open, КНР                                        | Premier M     | Тверде     | Віра Звонарьова            | 6–3, 3–6, 6–3      |
| Поразка   | 12–8  | Жов 2010 | Фінал WTA, Катар                                       | Фінали        | Тверде     | Кім Клейстерс              | 3–6, 7–5, 3–6      |
| Перемога  | 13–8  | Лют 2011 | Dubai Tennis Championships, ОАЕ                        | Premier 5     | Тверде     | Світлана Кузнецова         | 6–1, 6–3           |
| Поразка   | 13–9  | Лют 2011 | Qatar Ladies Open, Катар                               | Premier       | Тверде     | Віра Звонарьова            | 4–6, 4–6           |
| Перемога  | 14–9  | Бер 2011 | Indian Wells Open, США                                 | Premier M     | Тверде     | Маріон Бартолі             | 6–1, 2–6, 6–3      |
| Перемога  | 15–9  | Кві 2011 | Charleston Open, США                                   | Premier       | Ґрунт      | Олена Весніна              | 6–2, 6–3           |
| Поразка   | 15–10 | Кві 2011 | Porsche Tennis Grand Prix, Німеччина                   | Premier       | Ґрунт (i)  | Юлія Гергес                | 6–7(3–7), 3–6      |
| Перемога  | 16–10 | Тра 2011 | Brussels Open, Бельгія                                 | Premier       | Ґрунт      | Пен Шуай                   | 2–6, 6–3, 6–3      |
| Перемога  | 17–10 | Чер 2011 | Danish Open, Данія (2)                                 | International | Тверде (i) | Луціє Шафарова             | 6–1, 6–4           |
| Перемога  | 18–10 | Сер 2011 | Connecticut Open, США (4)                              | Premier       | Тверде     | Петра Цетковська           | 6–4, 6–1           |
| Поразка   | 18–11 | Кві 2012 | Danish Open, Данія                                     | International | Тверде (i) | Анджелік Кербер            | 4–6, 4–6           |
| Перемога  | 19–11 | Вер 2012 | Hansol Korea Open Tennis Championships, Південна Корея | International | Тверде     | Кая Канепі                 | 6–1, 6–0           |
| Перемога  | 20–11 | Жов 2012 | Кубок Кремля, Росія                                    | Premier       | Тверде (i) | Саманта Стосур             | 6–2, 4–6, 7–5      |
| Поразка   | 20–12 | Лис 2012 | Турнір чемпіонок WTA, Болгарія                         | Elite Trophy  | Тверде (i) | Надія Петрова              | 2–6, 1–6           |
| Поразка   | 20–13 | Бер 2013 | Indian Wells Open, США                                 | Premier M     | Тверде     | Марія Шарапова             | 2–6, 2–6           |
| Перемога  | 21–13 | Жов 2013 | Люксембург Open, Люксембург                            | International | Тверде (i) | Анніка Бек                 | 6–2, 6–2           |
| Перемога  | 22–13 | Лип 2014 | Istanbul Cup, Туреччина                                | International | Тверде     | Роберта Вінчі              | 6–1, 6–1           |
| Поразка   | 22–14 | Вер 2014 | US Open, США                                           | Grand Slam    | Тверде     | Серена Вільямс             | 3–6, 3–6           |
| Поразка   | 22–15 | Вер 2014 | Pan Pacific Open, Японія                               | Premier       | Тверде     | Ана Іванович               | 2–6, 6–7(2–7)      |
| Поразка   | 22–16 | Січ 2015 | WTA Auckland Open, Нова Зеландія                       | International | Тверде     | Вінус Вільямс              | 6–2, 3–6, 3–6      |
| Перемога  | 23–16 | Бер 2015 | BMW Malaysian Open, Малайзія                           | International | Тверде     | Александра Дулгеру         | 4–6, 6–2, 6–1      |
| Поразка   | 23–17 | Кві 2015 | Stuttgart Open, Німеччина                              | Premier       | Ґрунт (i)  | Анджелік Кербер            | 6–3, 1–6, 5–7      |
| Перемога  | 24–17 | Вер 2016 | Pan Pacific Open, Японія (2)                           | Premier       | Тверде     | Наомі Осака                | 7–5, 6–3           |
| Перемога  | 25–17 | Жов 2016 | Hong Kong Tennis Open, КНР                             | International | Тверде     | Крістіна Младенович        | 6–1, 6–7(4–7), 6–2 |
| Поразка   | 25–18 | Лют 2017 | Катар Open, Катар                                      | Premier       | Тверде     | Кароліна Плішкова          | 3–6, 4–6           |
| Поразка   | 25–19 | Лют 2017 | Dubai Championships, ОАЕ                               | Premier 5     | Тверде     | Еліна Світоліна            | 4–6, 2–6           |
| Поразка   | 25–20 | Кві 2017 | Відкритий чемпіонат Маямі з тенісу, США                | Premier M     | Тверде     | Джоанна Конта              | 4–6, 3–6           |
| Поразка   | 25–21 | Лип 2017 | Eastbourne International, Велика Британія              | Premier       | Трава      | Кароліна Плішкова          | 4–6, 4–6           |
| Поразка   | 25–22 | Лип 2017 | Swedish Open, Швеція                                   | International | Ґрунт      | Катержина Сінякова         | 3–6, 4–6           |
| Поразка   | 25–23 | Сер 2017 | Canadian Open, Канада                                  | Premier 5     | Тверде     | Еліна Світоліна            | 4–6, 0–6           |
| Перемога  | 26–23 | Вер 2017 | Pan Pacific Open, Японія (3)                           | Premier       | Тверде     | Анастасія Павлюченкова     | 6–0, 7–5           |
| Перемога  | 27–23 | Жов 2017 | WTA Фінали, Сінгапур                                   | Фінали        | Тверде (i) | Вінус Вільямс              | 6–4, 6–4           |
| Поразка   | 27–24 | Січ 2018 | Auckland Open, Нова Зеландія                           | International | Тверде     | Юлія Гергес                | 4–6, 6–7(4–7)      |
| Перемога  | 28–24 | Січ 2018 | Відкритий чемпіонат Австралії з тенісу, Австралія      | Grand Slam    | Тверде     | Сімона Халеп               | 7–6(7–2), 3–6, 6–4 |
| Перемога  | 29–24 | Чер 2018 | Eastbourne International, Велика Британія (2)          | Premier       | Трава      | Аріна Соболенко            | 7–5, 7–6(7–5)      |
| Перемога  | 30–24 | Жов 2018 | КНР Open, КНР (2)                                      | Premier M     | Тверде     | Анастасія Севастова        | 6–3, 6–3           |
| Поразка   | 30–25 | Кві 2019 | Charleston Open, США                                   | Premier       | Ґрунт      | Медісон Кіз                | 6–7(5–7), 3–6      |

### Парний розряд: 4 (2 титули, 2 поразки)
| Легенда             |
| ------------------- |
| Grand Slam          |
| Premier M & 5       |
| Premier (1–0)       |
| International (1–2) |

| Фінали за покриттям |
| ------------------- |
| Тверде (2–2)        |
| Трава (0–0)         |
| Ґрунт (0–0)         |
| Килим (0–0)         |

| Фінали за типом корту |
| --------------------- |
| Outdoors (1–1)        |
| Indoors (1–1)         |

| Результат | В-П | Дата     | Турнір                                  | Категорія     | Покриття   | Партнер                 | Опоненти                       | Рахунок       |
| --------- | --- | -------- | --------------------------------------- | ------------- | ---------- | ----------------------- | ------------------------------ | ------------- |
| Поразка   | 0–1 | Лют 2006 | U.S. National Indoor Championships, США | Tier III      | Тверде (i) | Вікторія Азаренко       | Ліза Реймонд Саманта Стосур    | 6–7(2–7), 3–6 |
| Перемога  | 1–1 | Вер 2008 | China Open, КНР                         | Tier II       | Тверде     | Анабель Медіна Гаррігес | Хань Сіньюнь Сюй Їфань         | 6–1, 6–3      |
| Перемога  | 2–1 | Лют 2009 | National Indoors, США                   | International | Тверде (i) | Вікторія Азаренко       | Юліана Федак Міхаелла Крайчек  | 6–1, 7–6(7–2) |
| Поразка   | 2–2 | Січ 2020 | WTA Auckland Open, Нова Зеландія        | International | Тверде     | Серена Вільямс          | Ейджа Мухаммад Тейлор Таунсенд | 4–6, 4–6      |